# 맥신 반즈
맥신 반스(Maxine Bahns, 1971년 2월 28일 ~ )는 미국의 모델, 배우, 트라이애슬론 선수이다.

## 출연 작품
- The Legacy of Avril Kyte (미정)
- 어 글림프스 인사이드 더 마인드 오브 찰스 스완 3세 (2012년) - 엄마 역
- 파라다이스 로스트 (2010년)
- 더 로스트 트리브 (2009년)
- 스팀 (2007년) - 수잔 역
- 엘리트 (2001년)
- 데인저러스 커브 (2000년)
- 컷어웨이 (2000년)
- 그녀를 위하여 (1996년)
- 맥멀렌가의 형제들 (1995년)

### 텔레비전
- 멘탈리스트 (2008, 2010)